# Иванов, Николай Автономович
Николай Автономович Иванов — думный дьяк XVIII века, секундант-лейтенант Российского флота.
Происходил из знатного рода Ивановых, был сыном ещё одного думного дьяка Автонома Иванова. Получил чин после смерти отца.

## Биография
Родился в XVII веке. Был сыном Автонома Ивановича Иванова (ум. 1709) и Ивановой, Екатерины Юрьевны.
В 1709 году Николаю был жалован чин дьяка. Несколько лет раньше получает вышеупомянутый чин во флоту. Был вместе с отцом на Полтавской битве.
Отец Николая был настолько знатен и важен, что даже Мазепа просил у Автонома покровительства для самого себя. Дальнейшие обстоятельства неизвестны.
После смерти отца в 1709 году, Николай наследует село Троицкое. Кроме того он наследует Верхний Тёплый Стан со двором на Ваганькове.
Николай Автономович умер молодым, начались разногласия насчёт наследства, позднее всё унаследовала Дарья, известная как «Салтычиха».

## Брак и дети
Был женат на Анне Давыдовой, в первом браке - Иванова, во втором - Бредихина. От неё у Николая было пятеро дочерей:
1. Феодора Николаевна Иванова-Жукова
2. Татьяна Николаевна Иванова-Муравьёва
3. Дарья Николаевна Иванова-Салтыкова, печально прославившаяся пытками и убийствами своих крепостных, прозванная «Салтычихой».
4. Аграпина Николаевна Иванова-Тютчева
5. Марфа Николаевна Иванова-Измайлова[1]